# Querfurt
Querfurt est une ville allemande du sud du land de Saxe-Anhalt située dans l'arrondissement de Saale.

## Géographie

Les différents villages de Querfurt

Situation de Querfurt (en rouge) dans l'arrondissement de Saale

Querfurt est située dans l'est de l'arrondissement de Saale, à la limite avec la Thuringe (arrondissement de Kyffhäuser), au sud-est du massif du Harz, sur la rivière Querne, affluent de la Saale.
La ville est située à 35 km au sud-ouest de Halle et à 31 km à l'ouest de Mersebourg, le chef-lieu de l'arrondissement.
De nombreuses communes ont été incorporées à la ville de Querfurt tout au long du XXe siècle :
- Thaldorf dans les années 1920
- Gatterstädt et Lodersleben en 1995
- Grockstädt (avec Kleineichstädt et Spielberg), Leimbach, Schmon (Oberschmon et Niederschmon), Vitzenburg (avec Pretitz, Liederstädt et Zingst), Weißenschirmbach (avec Gölbitz) et Ziegebroda en 2004.

## Histoire
| Appartenances historiques Comté de Mansfeld 1496-1635 Électorat de Saxe 1635-1656 Duché de Saxe-Weissenfels 1656-1746 Électorat de Saxe 1746-1806 Royaume de Saxe 1806–1815 Royaume de Prusse (Province de Saxe) 1815–1871 Empire allemand 1871–1918 République de Weimar 1918–1933 Reich allemand 1933–1945 Allemagne occupée 1945–1949 République démocratique allemande 1949–1990 Allemagne 1990–présent |

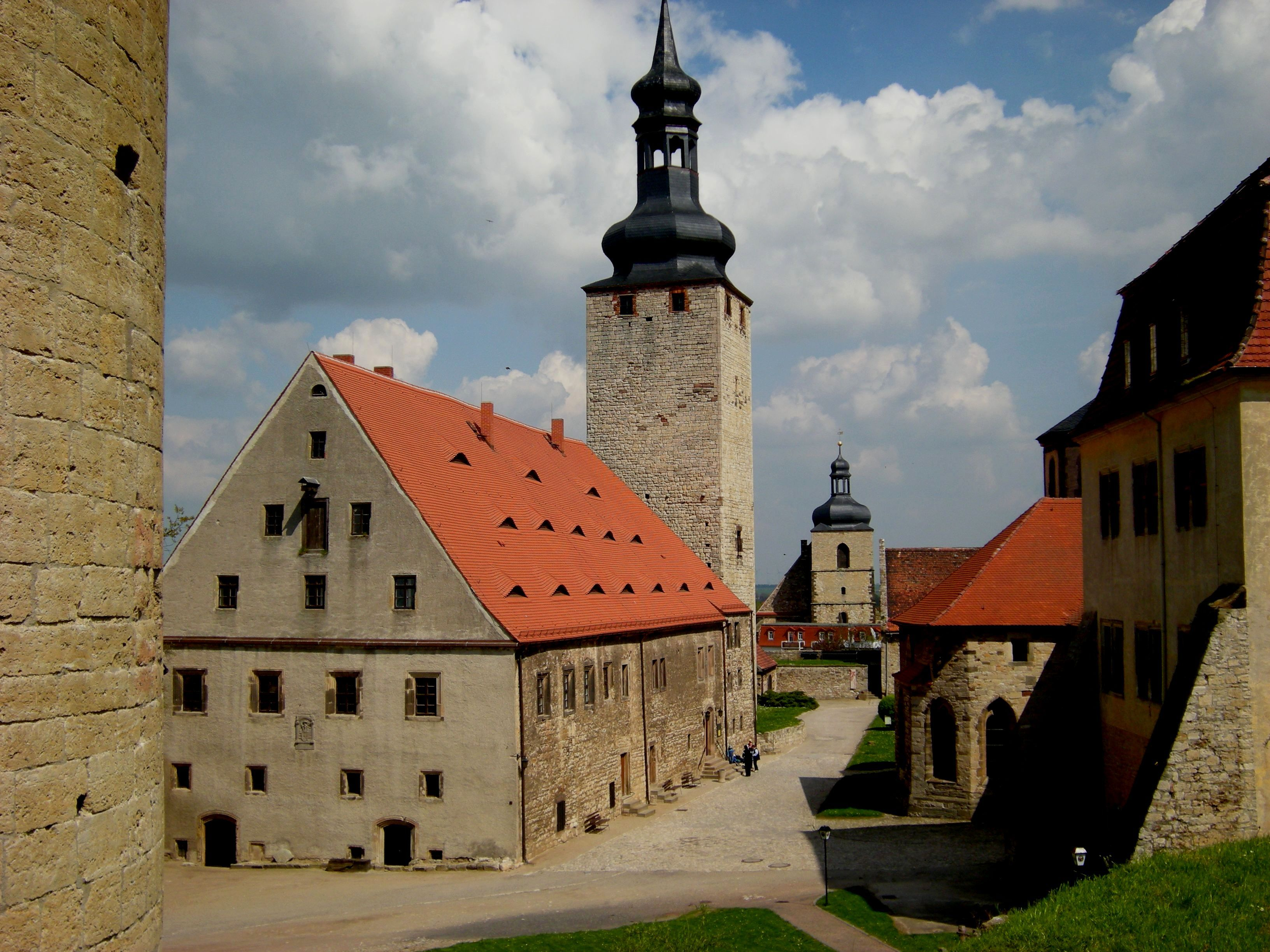
La cour intérieure du château de Querfurt

Les premières mentions de la Querfurt datent du IXe siècle en 881 et 889, dans les registres de l'abbaye impériale de Hersfeld concernant la dîme. Saint Bruno de Querfurt, appartenant à la famille possédant Querfurt, est né dans la ville autour de l'an 970.
En 1198, les premiers remparts sont construits et Querfurt obtient le statut de ville. La deuxième enceinte voit le jour en 1357. La ville, centre d'une seigneurie indépendante, est acquise par la famille von Mansfeld à l'extinction de ses propriétaires originels.
De nombreuses maisons sont détruites lors du grand incendie de 1621. En 1635, lors de la Paix de Prague, la ville est donnée à l'électeur Jean-Georges II de Saxe. Elle est alors la résidence de la principauté indépendante de Saxe-Querfurt (duché de Saxe-Weissenfels), elle est ensuite directement rattachée à la Saxe en 1746.
En 1815, elle devient prussienne et, dès 1816, elle est le chef-lieu de l'arrondissement de Querfurt, dans la province de Saxe et le district de Mersebourg.
En 1900, l'arrondissement de Querfurt comptait 58 351 habitants et 72 114 en 1939 (en très grande majorité luthériens).
Après la Seconde Guerre mondiale, la ville, située dans la zone d'occupation soviétique, est intégrée à la République démocratique allemande, dans le land de Saxe-Anhalt de 1945 à 1952 puis dans le district de Halle de 1952 à 1990.
De 1994 à 2007, elle fait partie de l'arrondissement de Mersebourg-Querfurt et depuis 2007 de celui de Saale.

## Démographie
Ville de Querfurt seule :
| 1875  | 1880  | 1890  | 1910  | 1925  | 1933  | 1939  | 1989  | 2003  |
| ----- | ----- | ----- | ----- | ----- | ----- | ----- | ----- | ----- |
| 4 476 | 4 920 | 5 280 | 4 911 | 5 002 | 6 493 | 6 308 | 9 795 | 9 421 |

Ville de Querfurt dans ses limites actuelles :
| 1910   | 1933   | 1939   | 2004   | 2009   |
| ------ | ------ | ------ | ------ | ------ |
| 12 198 | 12 719 | 12 206 | 13 530 | 11 994 |

## Monuments

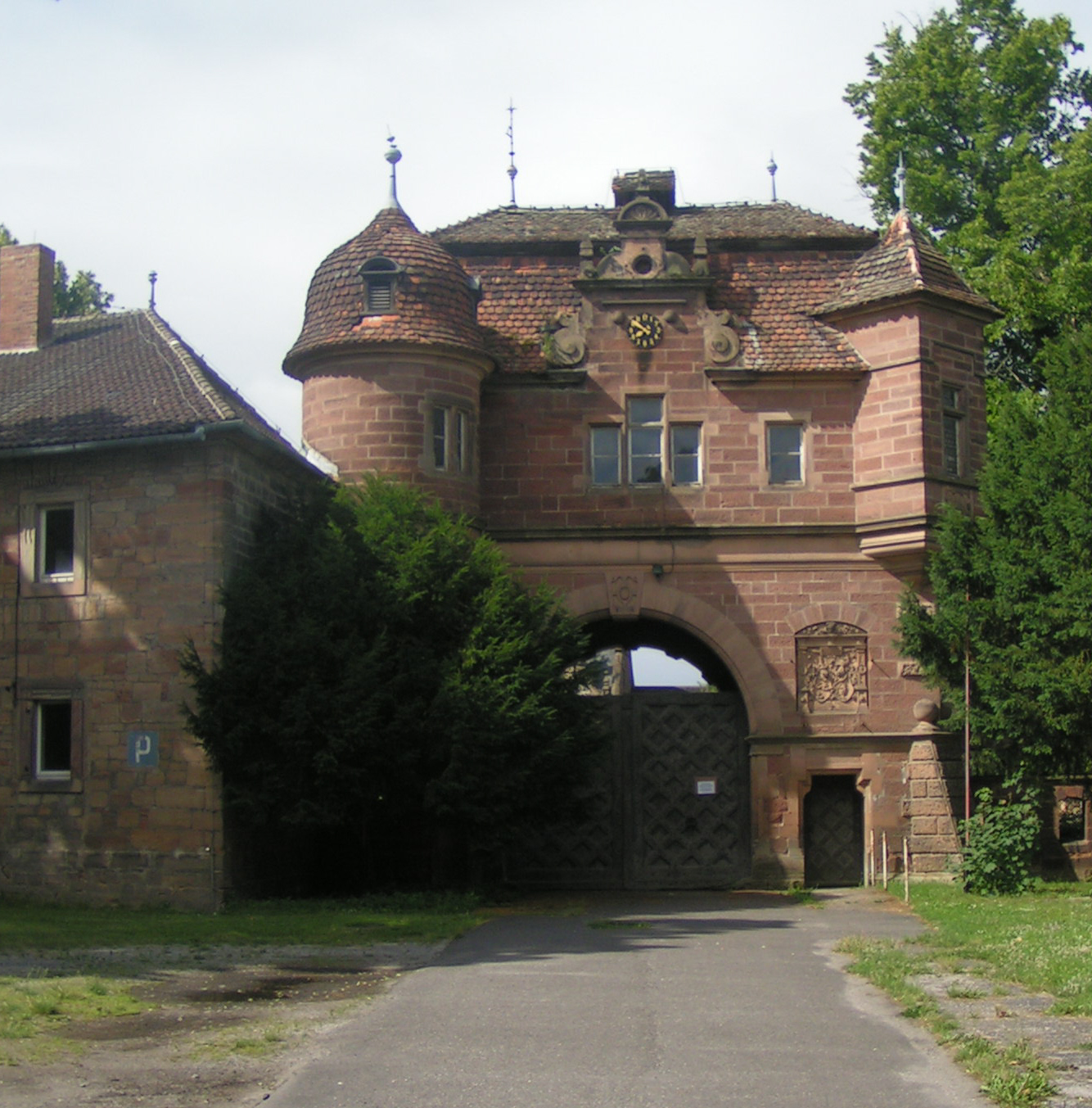
L'entrée du château de Vitzenburg

Querfurt est une ville qui possède de beaux édifices, témoins de son passé prestigieux :
– la place du Marché et l'hôtel de ville ;
– les murailles ;
– le château installé sur une butte au-dessus de la ville, d'origine médiévale.
Le village de Vitzenburg possède également un beau château.

## Personnalités
- Bruno de Querfurt (c.970-1009), saint évangélisateur de la Prusse
- Konrad von Querfurt, (c.1100-1142), archevêque de Magdebourg de 1134 à 1142
- Daniel Friderici, (1584-1638), compositeur
- Jacob Christian Schäffer, (1718-1790), scientifique
- Johannes Wislicenus, (1835-1902), chimiste
- Johannes Schlaf (1862-1941), écrivain et dramaturge
- Georg Muche, (1895-1987), peintre et architecte
- Silke Renk, (1967- ), athlète

## Jumelage
- Karlstadt (Allemagne) en Bavière, dans l'arrondissement de Main-Spessart
- Giżycko (Pologne) en Mazurie, dans la voïvodie de Varmie-Mazurie